# Uropappus kellogii
Uropappus kellogii là một loài thực vật có hoa trong họ Cúc. Loài này được Greene miêu tả khoa học đầu tiên.